# Einstweilige Bundesregierung Löger
Die Einstweilige Bundesregierung Löger war vom 28. Mai 2019 bis 3. Juni 2019 die Bundesregierung der Republik Österreich. Sie war weitgehend identisch mit der Bundesregierung Kurz I, welcher der Nationalrat am 27. Mai 2019 das Vertrauen versagt hatte, und die daher vom Bundespräsidenten Alexander Van der Bellen des Amtes enthoben wurde. Bis zur Bildung einer neuen Regierung wurden die Mitglieder der bisherigen Bundesregierung gemäß Art. 71 B-VG mit der Fortführung der Verwaltung betraut. Da Sebastian Kurz nicht weiter zur Verfügung stand, wurde der Finanzminister und wenige Tage zuvor als Vizekanzler angelobte Hartwig Löger vom Bundespräsidenten mit dem Vorsitz in der Bundesregierung, ohne Ernennung eines neuen Vizekanzlers, betraut und damit einstweiliger Bundeskanzler. Die letzte verbliebene Staatssekretärin der Bundesregierung Kurz I schied mit Angelobung der einstweiligen Regierung aus ihrem Amt.
Am 30. Mai beauftragte Van der Bellen Brigitte Bierlein, zu diesem Zeitpunkt Präsidentin des Verfassungsgerichtshofes, mit der Regierungsbildung. Die von ihr gebildete Bundesregierung Bierlein wurde am 3. Juni 2019 durch den Bundespräsidenten ernannt und angelobt.

## Regierungsmitglieder
Die Einstweilige Bundesregierung Löger setzte sich aus dem am 22. Mai 2019 umgebildeten Kabinett der Bundesregierung Kurz I zusammen, jedoch ohne den ausgeschiedenen und damit vormaligen Bundeskanzler Kurz sowie ohne die letzte in der Regierung Kurz I verbliebene Staatssekretärin.
| Amt | Foto | Name | Partei | Partei                            |
| --- | ---- | --- | ------ | --------------------------------- |
| Vorsitz und Finanzen |      | Hartwig Löger (mit der einstweiligen Fortführung der Amtsgeschäfte des Bundeskanzlers und mit dem Vorsitz in der Bundesregierung betraut) |        | parteilos (von der ÖVP nominiert) |
| Europa, Integration und Äußeres |      | Karin Kneissl |        | parteilos (von der FPÖ nominiert) |
| Inneres |      | Eckart Ratz |        | parteilos                         |
| Verfassung, Reformen, Deregulierung und Justiz                                                                                       |      | Josef Moser |        | parteilos (von der ÖVP nominiert) |
| Arbeit, Soziales, Gesundheit und Konsumentenschutz                                                                                   |      | Walter Pöltner |        | parteilos                         |
| Nachhaltigkeit und Tourismus |      | Elisabeth Köstinger |        | ÖVP                               |
| Landesverteidigung |      | Johann Luif |        | parteilos                         |
| Verkehr, Innovation und Technologie                                                                                                  |      | Valerie Hackl |        | parteilos                         |
| Bildung, Wissenschaft und Forschung                                                                                                  |      | Heinz Faßmann |        | parteilos (von der ÖVP nominiert) |
| Digitalisierung und Wirtschaftsstandort                                                                                              |      | Margarete Schramböck |        | ÖVP                               |
| Kanzleramtsministerin für Frauen, Familien und Jugend, zusätzlich mit der Leitung des Ressorts Öffentlicher Dienst und Sport betraut |      | Juliane Bogner-Strauß | ÖVP    |                                   |
| Kanzleramtsminister für EU, Kunst, Kultur und Medien                                                                                 |      | Gernot Blümel | ÖVP    |                                   |